# ماساهیرو سوگاتا
ماساهیرو سوگاتا (ژاپنی: 菅田 真啓؛ زادهٔ ۲۸ ژوئن ۱۹۹۷) یک بازیکن فوتبال اهل ژاپن است.
از باشگاه‌هایی که در آن بازی کرده‌است می‌توان به باشگاه فوتبال رواسو کوماموتو اشاره کرد.